# Listen to the Banned (1984)
Listen to the Banned (voluit: Listen to the Banned: 20 Risqué Songs of the 20s & 30s) is een verzamelalbum van controversiële en gewaagde muziek uit de jaren twintig en dertig van de twintigste eeuw. Het werd in 1984 door het Britse platenlabel ASV Records voor het eerst uitgegeven. In juni 1992 verscheen de compilatie op cd. De muzikale productie werd verzorgd door Kevin Daly, de oprichter van het ASV-label.
De oudste opname op deze compilatie werd opgenomen op 17 juli 1927, de meest recente op 25 oktober 1933. Op de hoes is een tekening te zien van een vrij schaars geklede vrouw die tegen een man zegt: "I'm just a nice weight, exactly eight stone ten when I'm stripped for gym". De man reageert enthousiast: "Oh, lucky Jim". De meeste muziek op dit album is gegrond op de Britse variété en vrijwel alle liedjes gaan over seksualiteit.

## Tracklist
Tussen haakjes staan de opname-data vermeld.

| Nr. | Titel                                                        | Uitvoerende artiest         | Duur |
| --- | ------------------------------------------------------------ | --------------------------- | ---- |
| 1.  | I've Gone and Lost My Little Yo-Yo (7 augustus 1932)         | Billy Cotton & His Band     | 3:07 |
| 2.  | With My Little Ukulele in My Hand (1 juli 1933)              | George Formby               | 3:06 |
| 3.  | A Guy What Takes His Time (7 februari 1933)                  | Mae West                    | 2:41 |
| 4.  | She Was Only a Postmaster's Daughter, but... (november 1932) | Daughter Durium Dance Bands | 2:22 |
| 5.  | Nellie the Nudist Queen (15 april 1933)                      | Ross and Sargent            | 3:07 |
| 6.  | My Private Affair (10 mei 1933)                              | Dawn Davies                 | 3:13 |
| 7.  | What's It? (16 juni 1931)                                    | Jimmie Rodgers              | 3:10 |
| 8.  | He Hadn't Up 'til Yesterday (28 augustus 1928)               | Sophie Tucker               | 2:56 |
| 9.  | Winnie the Worm (juli 1931)                                  | Ronald Frankau              | 3:16 |
| 10. | I'm a Bear in a Lady's Boudoir (25 oktober 1933)             | Cliff Edwards               | 2:34 |

| 11.                | Everyone's got Sex Appeal for Someone (15 oktober 1933)  | Ronald Frankau en Monte Crick | 3:14 |
| 12.                | All Poshed Up with My Dasies in My Hand (april 1933)     | Charlie Higgins               | 2:39 |
| 13.                | Pu-leeze! Mister Hemingway! (22 november 1932)           | Elsie Carlisle                | 2:39 |
| 14.                | Let's All be Fairies (maart 1933)                        | Durium Dance Band             | 2:52 |
| 15.                | I'm Going to Give it to Mary with Love (25 oktober 1933) | Cliff Edwards                 | 3:02 |
| 16.                | The Physician (18 oktober 1933)                          | Gertrude Lawrence             | 2:24 |
| 17.                | No Wonder She's a Blushing Bride (17 juli 1927)          | Art Fowler and his Ukulele    | 3:46 |
| 18.                | Flora McDonald (24 juni 1932)                            | Douglas Byng                  | 3:26 |
| 19.                | Or Everything Else I've Got! (november 1929)             | Randolph Sutton               | 2:13 |
| 20.                | And So Does He! (10 mei 1933)                            | Dawn Davies                   | 2:13 |
| Totale duur: 60:00 |                                                          |                               |      |